# Stoppbad
Das Stoppbad (auch Unterbrecherbad) ist eine saure Lösung, die dazu dient, den Entwicklungsprozess in fotografischen Filmen oder Papieren zu unterbrechen.
Dies wird erreicht, indem der basische Entwickler durch die Säure im Stoppbad neutralisiert wird.
Für Stoppbäder kommen, aufgrund der chemischen Eigenschaften des nachfolgenden Fixierbades, nur saure Lösungen mit einem pH-Wert von 4 bis 6 in Frage.
Das wohl am häufigsten verwendete Bad ist eine 2 % Essigsäure. Dafür werden 20 ml reine Essigsäure (Eisessig) mit Wasser auf 1000 ml aufgefüllt.
Beim Umgang mit Eisessig ist Vorsicht geboten. Er ätzt stark die Haut und erstarrt bei +12 °C. Der Hautkontakt mit starrem Eisessig sollte unbedingt vermieden werden. Ebenso wirksam, aber ohne den für Essigsäure typischen Geruch, ist eine schwache Zitronensäure.
Erforderlich ist der Einsatz eines sauren Stoppbades nur, wenn ein saures Fixierbad verwendet werden soll, um verschleppten basischen Entwickler zu neutralisieren und so die Lebensdauer des Fixierbades zu verlängern. Andernfalls genügt eine kurze Zwischenwässerung, um den Entwicklungsprozess zu beenden.
Filme und Papiere sollten nicht länger als 60 Sekunden im Stoppbad behandelt werden, da sie sonst übersäuern. Bei der Schlusswässerung erschwert Übersäuerung das Auswaschen der Silbersalze.